# Звенислава Мамчур (Калинець)
Звенислава Ігорівна Мамчур (Калинець) — український  еколог, кандидат біологічних наук, доцент, завідувачка кафедри екології Львівського національного університету імені Івана Франка, громадська діячка, депутатка Львівської обласної ради VIII скликання (з 2020 року), членкиня політичної партії «Європейська Солідарність». Народилася у м. Львів у родині шістдесятників, політв'язнів радянського режиму Ігоря та Ірини Калинців.

## Життєпис
Навчалася у Львівській СШ № 28. Закінчила біологічний факультет Львівського університету імені Івана Франка у 1988 році. Закінчила аспірантуру в Інституті екології Карпат НАН України (1992).
Кандидат біологічних наук з 1997 р., тема кандидатської дисертації «Епіфітні мохоподібні промислових міст Львівської області», захищена у 1997 р. в Інституті ботаніки ім. М. Г. Холодного (Київ).
Працювала молодшим науковим і науковим співробітником Інституту екології Карпат НАН України, старшою викладачкою, згодом доценткою Львівського державного інституту фізичної культури, доценткою кафедри ботаніки, заступницею декана біологічного факультету. Упродовж 2005—2014 рр. — проректорка з науково-педагогічної  роботи Львівського національного університету імені Івана Франка. З 2014 р. — завідувачка кафедри екології.
У 2008—2010 роках — позаштатна радниця Міністра Міністерства охорони навколишнього природного середовища України.   
2020-2024 — депутатка Львівської обласної ради VIII скликання, секретарка Постійної комісії освіти, науки й інновацій. У грудні 2024 року достроково завершила депутатство за власним рішенням без пояснень.
Одружена. Чоловік — Анатолій Мамчур, біолог. Донька — Ганна Мамчур — перекладачка зі шведської мови.

## Наукові інтереси
- Бріологія; екобіотичні особливості мохоподібних і антропогенна трансформація бріофлори в екосистемах із різним рівнем антропогенного навантаження, бріоіндикація атмосферного повітря  міст Львівської області;
- екологічні особливості біоти в урбанізованому середовищі, синантропна флора;
- інвазійні види біоти; охорона й збереження рослинного світу.
- освіта для сталого розвитку
- природоорієнтовані рішення

Авторка понад 200 наукових праць на навчальних посібників, зокрема «Словника- довідника з мікології й альґології»
Членкиня редакційної колегії журналів «Біологічні студії / Studia Biologica», «Вісник Львівського університету. Серія біологічна», Acta Agrobotanica, «Prądnik» Ojcowskiego Parku Narodowego
Членкиня  підкомісії 101 Екологія Науково-методичної ради/науково-методичних комісій МОНУ, експертка Національного агентства з якості вищої освіти за спеціальністю 101 Екологія.
Громадська діяльність
Одна із засновниць й активних учасниць «Товариства Лева», подій національного Відродження України, учасниця ланцюга до дня Злуки 1990. 
Учасниця протестів «Україна без Кучми», Помаранчевої Революції та Революції Гідності.
З 2010 р.  — заступниця голови Львівського обласного відділення Конгресу української інтелігенції.
З 2017 р.  — членкиня Наукового товариства ім. Шевченка.
З 2023 р.  — заступниця Голови Екологічної комісії Наукового товариства ім. Шевченка.
Інтерв'ю, публікації
- Найкращими спогадами з дитинства були приготування і святкування Різдва: http://www.golos.com.ua/article/354641
- Проректор ЛНУ Мамчур-Калинець: «Студенти не змиряться з Митним Союзом»
- Дзвінка Калинець-Мамчур: Львову потрібно почати із сортування органіки: http://waste.bei.org.ua/2017/02/blog-post_7.html
- Топ-5 книжок від Звенислави Калинець-Мамчур: https://zaxid.net/top5_knizhok_vid_zvenislavi_kalinetsmamchur_n1292349
- Інформаційний вечір на 5 Львів: https://www.youtube.com/watch?v=iUkF4297McU
- Розвиток стартапів, патріотичне виховання та реалізація Європейського зеленого курсу-пропозиції до Стратегії Львівщини в освіті: https://lvivoblrada.gov.ua/articles/rozvitok-startapiv-patriotichne-vihovannya-ta-realizaciya-jevropeiskogo-zelenogo-kursu-propoziciji-do-strategiji-lvivshchini-v-osviti
- Донька поетів-дисидентів Калинців розповідає як в їх родині зберегли заборонені різдвяні традиції (Медіа-хаб ТВОЄ МІСТО) (2023)
- ЩО НЕ ТАК З ПОВІТРЯМ У ЛЬВОВІ -https://tvoemisto.tv/news/shcho_ne_tak_z_povitryam_u_lvovi_ta_yaka_sytuatsiya_bude_z_elektroenergiieyu_vlitku_pidsumky_doby_149666.html

## Нагороди[9]
- відзнакою «Золотий герб міста Львова». Нагрудний знак № 27 (2010 р.),
- Почесною Грамотою за особливі заслуги перед Українським народом (Почесна Грамота Голови Верховної Ради України № 966, 5.10. 2011 р.),
- Подякою Голови Львівської обласної ради за багаторічну сумлінну науково-педагогічну працю, високий рівень організаційної, національно-патріотичної і культурно-мистецької роботи (2013 р.),
- Подякою Міністерства освіти й науки (2018),
- Почесною відзнакою Львівської обласної ради до 100-річчя ЗУНР (2018),
- Почесною грамотою ЛОДА за багаторічну сумлінну працю, високий професіоналізм, вагомий особистий внесок у розвиток науки, активну участь у громадсько-культурному житті Львівщини та з нагоди Дня Науки (травень 2019)
- подякою Департаменту освіти й науки ЛОДА, Львівської обласної організації профспілки працівників освіти і науки України з нагоди 30-річчя Української Незалежності (2021)
- Почесною Грамотою Народного Руху за участь у відновленні державності України в 1987—1991 роках (2021)
- Почесною відзнакою Львівської обласної ради «30 років незалежності України» (2023)